# Henrik Bergsten
Henrik Bergsten, född 1975, är en svensk journalist. Han arbetar sedan 2009 som reporter och producent  på Sveriges Televisions program Uppdrag granskning i Göteborg.
2009 nominerades han till Prix Europa tillsammans med Lina Makboul för reportaget "Den förbjudna frågan", som avslöjade svenska myndigheters tillkortakommanden gällande kusinäktenskap.
2014 nominerades han till Stora journalistpriset tillsammans med Axel Gordh Humlesjö, Ali Fegan och Kepa Arizala i kategorin Årets avslöjande för reportaget "En skola för alla" i Uppdrag granskning.
2015 nominerades han till Prix Europa tillsammans med Lina Makboul för deras reportage "Den slutna cirkeln", även det i Uppdrag granskning. Reportaget nominerades i current affairs-klassen, som utser Europas bästa tv-avslöjande.
2019 nominerades han till Prix Europa tillsammans med Lina Makboul för reportaget "En tiggares död", om dödsmisshandeln av Gheorghe "Gica" Hortolomei-Lupu i Huskvarna.
2020 tilldelades han Guldspaden för sitt arbete med Uppdrag gransknings avslöjande "Swedbank och penningtvätten".

## Reportage i Uppdrag granskning
- Försäkringskassan, 2021
- Mannen som blev kvar, 2020
- Vännerna och stadshuset, 2020
- Larmet från Filipstad, 2019
- En tiggares död, 2019
- #metoo och Fredrik Virtanen, 2018
- Terroristen Akilov, 2018
- Spelet om hamnen, 2018
- Gängmorden i Göteborg, 2017
- Kader mot Sverige, 2017
- Ålder: okänd, 2016
- Barnen fick knäckebröd och vatten, 2014
- En skola för alla, 2013
- Äger 1 400 bilar - men finns inte på riktigt, 2012
- Branden på Ringhals, 2012
- SJ vägrade evakuera olyckståget, 2011
- Brevet till Mari-Louise, 2010